# Bairdiocypris
Bairdiocypris is een geslacht van uitgestorven kreeftachtigen uit de klasse van de Ostracoda (mosselkreeftjes).

## Soorten
- Bairdiocypris accurata Polenova, 1960 †
- Bairdiocypris acra Rozhdestvenskaya, 1962 †
- Bairdiocypris adunca Nechaeva, 1968 †
- Bairdiocypris aktauensis Mikhailova, 1978 †
- Bairdiocypris alia Buschmina, 1977 †
- Bairdiocypris andygensis Polenova, 1985 †
- Bairdiocypris apiomorpha Stoltidis, 1971 †
- Bairdiocypris argensis Mikhailova, 1981 †
- Bairdiocypris asemanta Rozhdestvenskaya, 1962 †
- Bairdiocypris astalis Reynolds, 1978 †
- Bairdiocypris asymmetrica Zanina, 1971 †
- Bairdiocypris bairdioides Polenova, 1960 †
- Bairdiocypris bellicastellana Casier, 1988 †
- Bairdiocypris berounensis (Boucek & Pribyl, 1955) Neckaja, 1973 †
- Bairdiocypris biesenbachi Kroemmelbein, 1952 †
- Bairdiocypris bilobata (Muenster, 1830) Coen, 1990 †
- Bairdiocypris bipectinacea Polenova, 1985 †
- Bairdiocypris carinata Rozhdestvenskaya, 1979 †
- Bairdiocypris charaulachica Buschmina, 1970 †
- Bairdiocypris colbertensis Lundin & Newton, 1970 †
- Bairdiocypris concava Wang (S.), 1983 †
- Bairdiocypris concinna Zanina, 1971 †
- Bairdiocypris confinis Neckaja, 1973 †
- Bairdiocypris consimilis Demidenko, 1976 †
- Bairdiocypris cordiformis Rozhdestvenskaya, 1959 †
- Bairdiocypris corniger Rozhdestvenskaya, 1962 †
- Bairdiocypris cracenis Jiang (Z. H.), 1983 †
- Bairdiocypris curta Buschmina, 1970 †
- Bairdiocypris dacaozhiensis Liu, 1985 †
- Bairdiocypris debaoensis Wang & Jones, 1993 †
- Bairdiocypris decliva Polenova, 1974 †
- Bairdiocypris deliberata Zbikowska, 1983 †
- Bairdiocypris egorovae Rozhdestvenskaya, 1972 †
- Bairdiocypris eifliensis (Kegel, 1928) Kroemmelbein, 1952 †
- Bairdiocypris elliptica Wei, 1983 †
- Bairdiocypris erlangshanensis Li (Yu-Wen), 1989 †
- Bairdiocypris expansae Jiang (Z. H.), 1983 †
- Bairdiocypris exuperans Rozhdestvenskaya, 1962 †
- Bairdiocypris fabulina (Jones & Kirkby, 1867) Tschigova, 1959 †
- Bairdiocypris fastigata Rozhdestvenskaya, 1962 †
- Bairdiocypris felix Rozhdestvenskaya, 1972 †
- Bairdiocypris fidelis Buschmina, 1975 †
- Bairdiocypris fomikhaensis Buschmina, 1968 †
- Bairdiocypris fornix Tkacheva, 1978 †
- Bairdiocypris gerassimovi (Rozhdestvenskaya, 1959) Wang & Shi, 1982 †
- Bairdiocypris gerolsteinensis (Kegel, 1932) Kroemmelbein, 1952 †
- Bairdiocypris gibbosa Rozhdestvenskaya, 1959 †
- Bairdiocypris gigantea Tschigova, 1958 †
- Bairdiocypris gongylus Kesling & Chilman, 1978 †
- Bairdiocypris gotlandica (Jones, 1889) Neckaja, 1973 †
- Bairdiocypris guttaeformis Blaszyk & Natusiewicz, 1973 †
- Bairdiocypris humilis Gorak, 1967 †
- Bairdiocypris imennensis Zenkova, 1991 †
- Bairdiocypris imparis Polenova, 1968 †
- Bairdiocypris incerta Buschmina, 1970 †
- Bairdiocypris indeterminata Pranskevichius, 1972 †
- Bairdiocypris infera Buschmina, 1975 †
- Bairdiocypris intermedia Zenkova, 1973 †
- Bairdiocypris intrepida Loranger, 1963 †
- Bairdiocypris ivdelensis Zenkova, 1977 †
- Bairdiocypris jupiterensis Copeland, 1974 †
- Bairdiocypris karcevae (Polenova, 1960) Shi & Wang, 1987 †
- Bairdiocypris kimovskiensis Mikhailova, 1978 †
- Bairdiocypris krekovskiensis Polenova, 1960 †
- Bairdiocypris lamellaris Adamczak, 1976 †
- Bairdiocypris lepidus Shi, 1964 †
- Bairdiocypris livnensis Polenova, 1953 †
- Bairdiocypris longa Pranskevichius, 1972 †
- Bairdiocypris lutea Posner, 1979 †
- Bairdiocypris magadanica Buschmina, 1975 †
- Bairdiocypris magna (Roth, 1929) Lundin, 1965 †
- Bairdiocypris magna Gurevich, 1964 †
- Bairdiocypris marginata Adamczak, 1976 †
- Bairdiocypris marginifera (Geis, 1932) Buschmina, 1968 †
- Bairdiocypris maslovi Rozhdestvenskaya, 1962 †
- Bairdiocypris mearnsa (Loranger, 1954) Loranger, 1963 †
- Bairdiocypris mega Rozhdestvenskaya, 1962 †
- Bairdiocypris menjailencoi Egorova, 1960 †
- Bairdiocypris moravica (Kegel, 1928) Pokorny, 1951 †
- Bairdiocypris nimia Buschmina, 1981 †
- Bairdiocypris obscura Samoilova & Smirnova, 1960 †
- Bairdiocypris okensis (Posner, 1951) Buschmina, 1970 †
- Bairdiocypris operosa Polenova, 1960 †
- Bairdiocypris orientalis Samoilova, 1960 †
- Bairdiocypris ovata Neckaja, 1973 †
- Bairdiocypris panda Gurevich, 1964 †
- Bairdiocypris pauxilla (Polenova, 1960) Polenova, 1968 †
- Bairdiocypris pectinaceus Polenova, 1968 †
- Bairdiocypris phaseoliformis Zbikowska, 1983 †
- Bairdiocypris plicata Wang (S.), 1983 †
- Bairdiocypris plicatilis Rozhdestvenskaya, 1959 †
- Bairdiocypris priva Buschmina, 1965 †
- Bairdiocypris prodiga Polenova, 1970 †
- Bairdiocypris profluens Polenova, 1974 †
- Bairdiocypris profusa Lundin, 1965 †
- Bairdiocypris prominens Polenova, 1968 †
- Bairdiocypris proxima Buschmina, 1977 †
- Bairdiocypris pseudoorientalis Buschmina, 1970 †
- Bairdiocypris pygmaea Becker, 1965 †
- Bairdiocypris rauffi Kroemmelbein, 1952 †
- Bairdiocypris reciprosa Egorova, 1966 †
- Bairdiocypris reynoldsi Reynolds, 1978 †
- Bairdiocypris rozhdestvenskajae Shevtsov, 1964 †
- Bairdiocypris rudolphi (Kummerow, 1939) Becker & Bless, 1974 †
- Bairdiocypris samoilovae Shevtsov, 1964 †
- Bairdiocypris serdobskovensis Egorova, 1966 †
- Bairdiocypris sichuanensis Wei, 1983 †
- Bairdiocypris simplex Abushik, 1968 †
- Bairdiocypris soetenica Becker, 1965 †
- Bairdiocypris subbilobata Kotschetkova, 1983 †
- Bairdiocypris subtrigonalis (Chapman, 1904) Willey, 1970 †
- Bairdiocypris sundra Jiang (Zh), 1983 †
- Bairdiocypris symmetrica (Kummerow, 1953) Becker, 1965 †
- Bairdiocypris tewoensis Shi & Wang, 1987 †
- Bairdiocypris tjumenjakensis Rozhdestvenskaya, 1962 †
- Bairdiocypris transptyxis (Stover, 1956) Kesling & Chilman, 1978 †
- Bairdiocypris tschernyschensis (Samoilova & Smirnova, 1960) Zanina, 1971 †
- Bairdiocypris uljatlensis Rozhdestvenskaya, 1962 †
- Bairdiocypris ussujlensis Tkacheva, 1973 †
- Bairdiocypris wayletti McGill, 1968 †
- Bairdiocypris yunnanensis Jiang (Zh), 1983 †